# Desa Harjosari (administrativ by i Indonesien, lat -6,95, long 109,12)
Desa Harjosari är en administrativ by i Indonesien.   Den ligger i provinsen Jawa Tengah, i den västra delen av landet, 260 km öster om huvudstaden Jakarta.